# La Sebastiana
La Sebastiana utgör tillsammans med La Chascona i Santiago och Casa de Isla Negra de tre hus som ägdes av den chilenska poeten Pablo Neruda. Samtliga tre är idag museer, som förvaltas av Fundación Neruda (Nerudastiftelsen). La Sebastiana ligger i området Bellavista i Valparaíso, och sticker ut i stadsbilden på grund av dess estetiska och särpräglade arkitektur, liksom för dess utsikt ut över hamnviken. 

## Historia

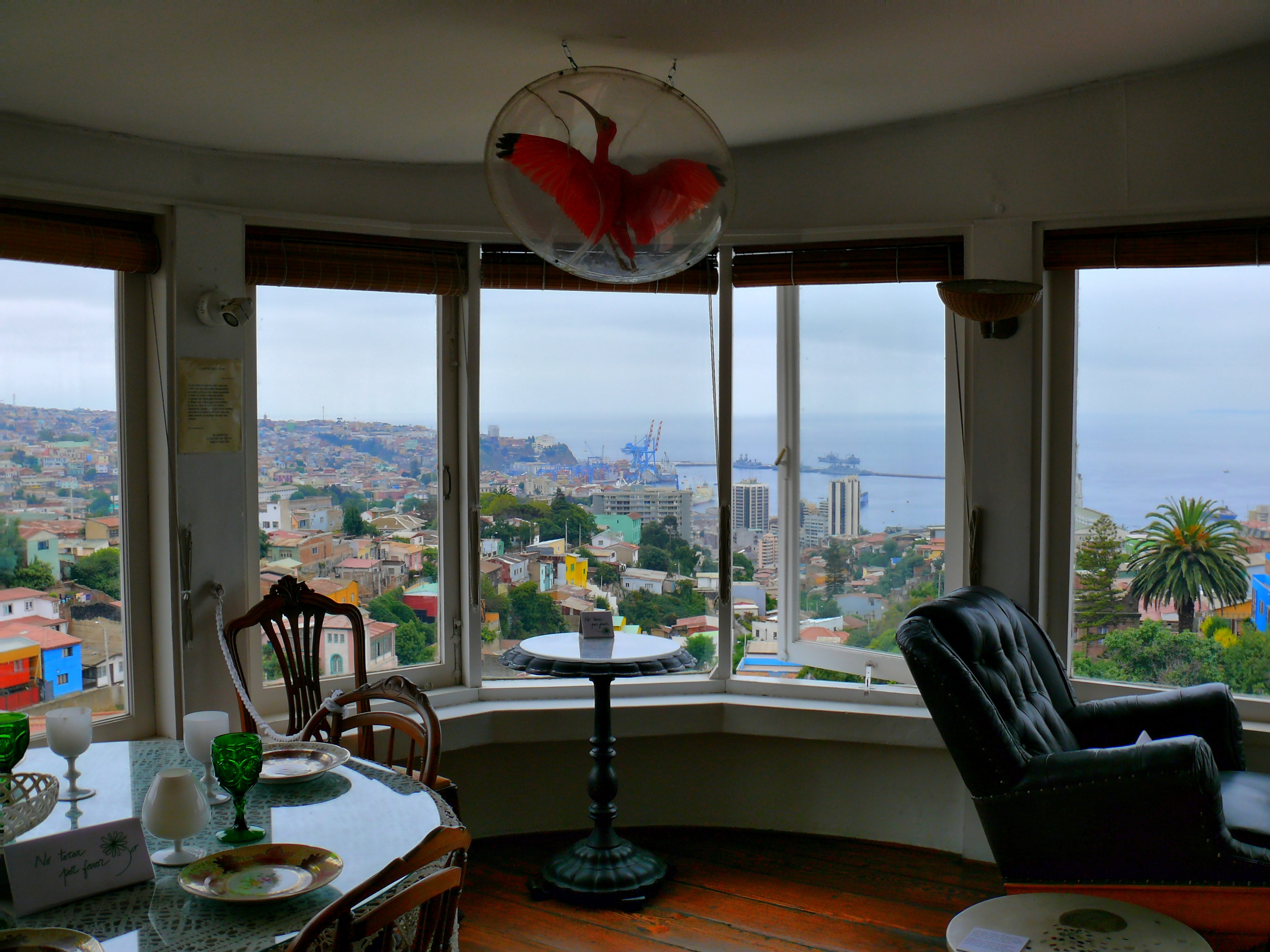
Husets inredning.

Huset byggdes av den spanske byggherren Sebastián Collado, som hade för avsikt att tillbringa de sista åren av sitt liv där. Han dog dock tidigt, och huset lämnades halvfärdigt. Hans familj ärvde huset, men visste inte vad de skulle göra med det. Följaktligen såldes det 1959 till Pablo Neruda, som då letade efter ett hus i Valparaíso. Via bekanta fick han kännedom om objektet, som han vid en visning förälskade sig i. Han köpte det tillsammans med sina vänner Francisco Velasco och María Martner, som blev övertygade av Neruda. Martner gjorde bland annat väggmålningen högst upp i trappan på husets första våning.  
Huset invigdes 18 september 1961, med en stor fest. Festen sammanföll med dagen då Chile firar sin självständighet. Neruda brukade tillbringa nyår på La Sebastiana och där "inledde han sitt sista levnadsår, 1973. Vid vart och ett av dessa firanden författade han med sitt traditionella gröna bläck kort med menyn och egenuppfunna namn på varje maträtt."
Neruda dog 1973. Därefter övergavs huset, i och med Augusto Pinochets militärregim. 1991 restaurerades det. 1 januari 1992 öppnade huset sina dörrar för allmänheten som ett husmuseum och den 5 januari 2012 blev det officiellt ett byggnadsminne. 

## Kännetecken

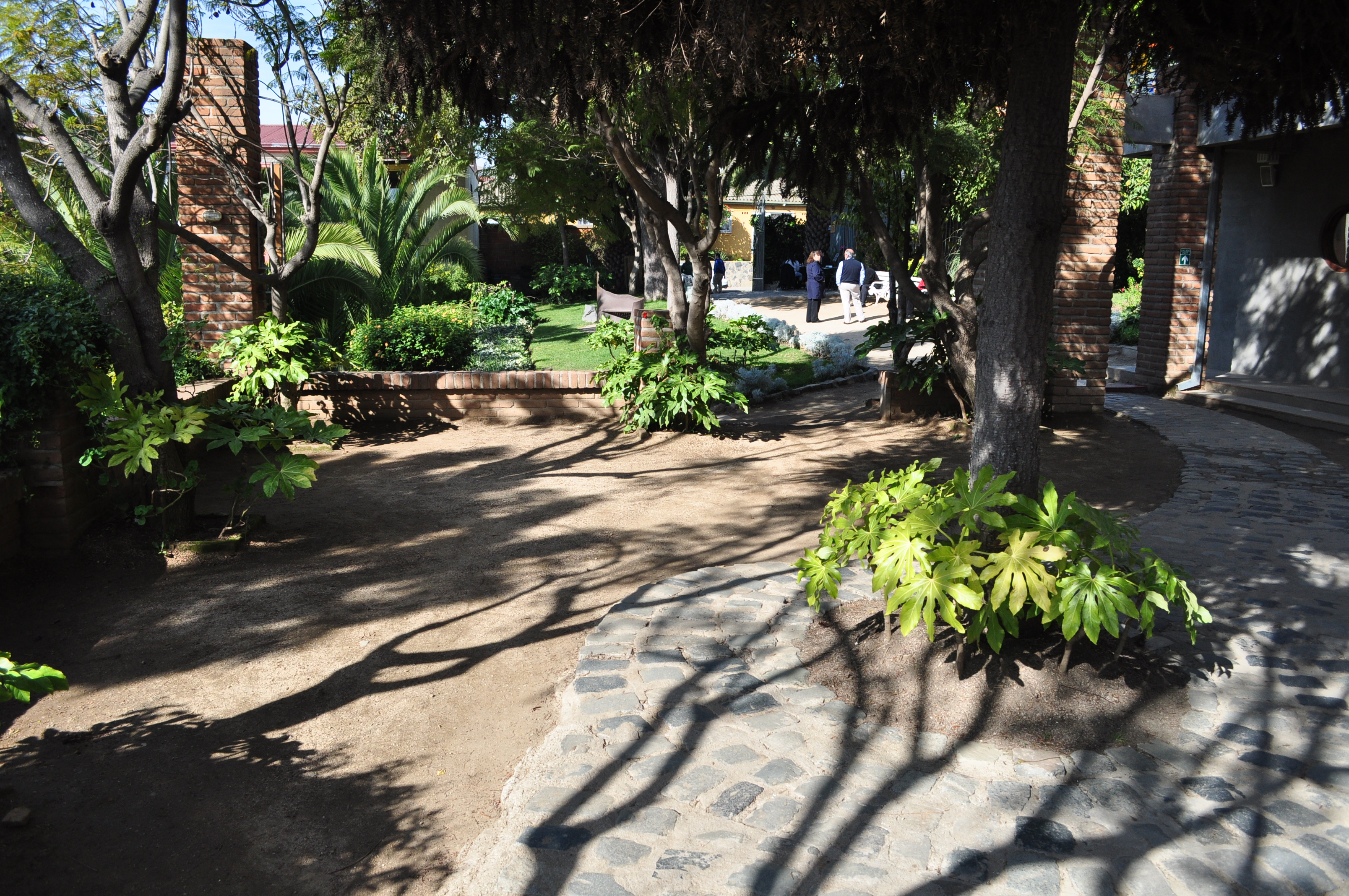
Innergård inne i huset.

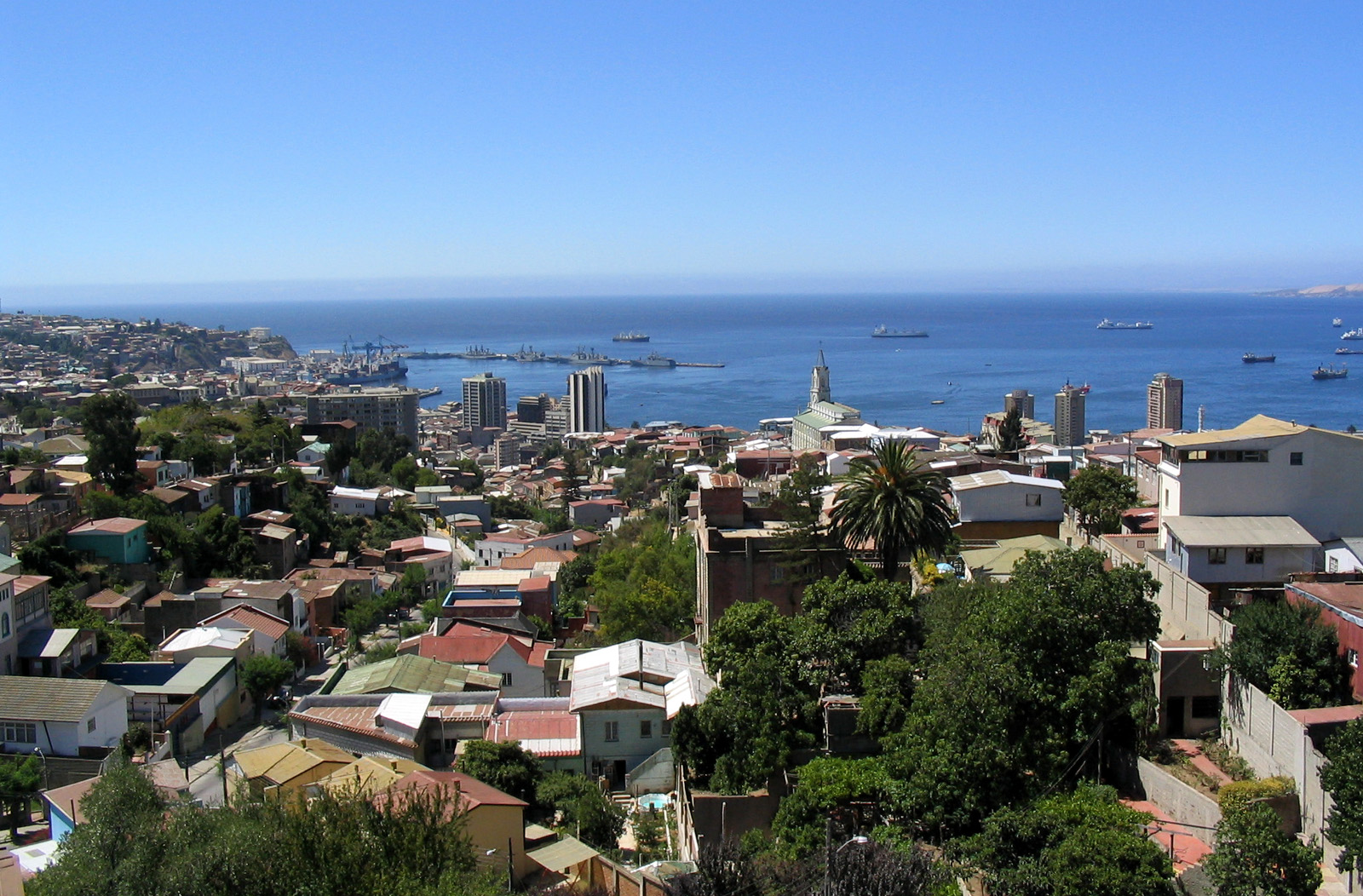
Utsikt över Valparaíso-bukten från husets synvinkel.

Huset bestod inledningsvis av fyra våningar. Neruda kunde dock inte hejda sin bygglust, och byggde därför till ett loft. Huset ändrades mycket invändigt av Neruda, för att få det att passa med hans smak. Det är fullt av detaljer, föremål och bilder, bland annat ett porträtt av Lord Cochrane, en stor förebild för poeten, många kartor av olika slag, målade glas, en uppstoppad fågel från Venezuela, en italiensk terrin med formen av en ko, och flera andra unika objekt.   
Enligt det dekret där huset förklaras som nationellt byggnadsminne "kännetecknas dess yttre av en mängd olika former, färger och höjder, som alla härrör från de idéer som Pablo Neruda hade för varje del av huset. I detta införlivades objekt och element, som fönster, trappor, takfönster, räcken, dörrar och järnarbeten, som hade unika särdrag som skulle passa till varje del."

## Dikt
Neruda tillägnade huset en dikt med titeln A la Sebastiana, där han berättar om dess konstruktion. 